# Renato Villalta
Renato Villalta (nacido el 03 de febrero de 1955 (70 años) en Maserada sul Piave, Italia)  es un exjugador italiano de baloncesto. Con 2.04 de estatura, jugaba en la posición de ala-pívot. Fue pieza clave de los tres títulos nacionales de la Virtus de Bolonia en la Lega italiana y de la plata en la JJOO de Moscú y el Oro en el Europeo de Nantes, en la selección italiana.

## Equipos
- 1975-1976  Basket Mestre
- 1976-1989 Virtus Bologna
- 1989-1991 Pallacanestro Treviso

## Palmarés clubes
- LEGA: 3

Virtus:1978-79, 1979-80, 1983-84
- Copa de Italia: 2

Virtus:1984, 1989